# Eptathlon
L'eptathlon (anche eptatlon o heptathlon) è una specialità dell'atletica leggera che contempla 7 gare di discipline diverse. Fa parte delle prove multiple.

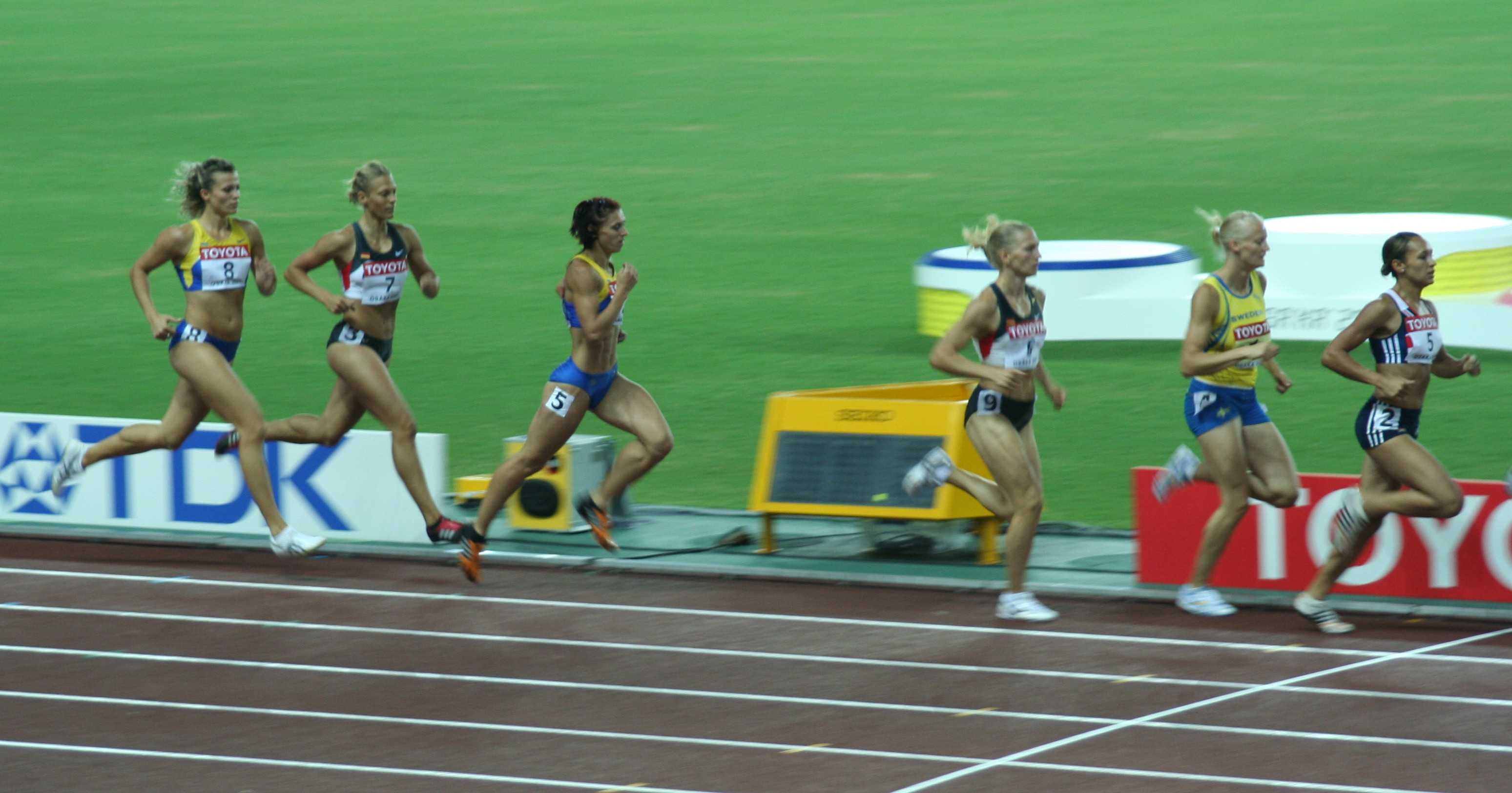
Una gara di Eptathlon femminile

Ne esistono due versioni, composte da gare diverse, una riservata alle competizioni femminili all'aperto (ed equivalente in campo femminile del decathlon), l'altra adottata nelle competizioni maschili indoor (come versione ridotta del decathlon praticato all'aperto).
In entrambi i casi la competizione si svolge in due giornate consecutive di gara, con 4 prove nella prima giornata e 3 nella seconda. Ad ogni prestazione ottenuta è associato un punteggio, secondo delle tabelle dette tabelle ungheresi. Al termine delle sette prove la somma dei risultati determina l'atleta vincente.

## Eptathlon femminile
L'eptathlon femminile è una specialità praticata outdoor; fu inserita nel programma olimpico a partire dai Giochi di Los Angeles 1984, in sostituzione del pentathlon.
Il programma delle gare prevede che nella prima giornata si svolgano:
- 100 metri ostacoli,
- salto in alto,
- getto del peso,
- 200 metri piani.

Nella seconda: 
- salto in lungo,
- lancio del giavellotto,
- 800 metri piani.

## Eptathlon maschile
Nella versione maschile è una specialità praticata esclusivamente indoor.
Il programma delle gare prevede che nella prima giornata si svolgono:
- 60 metri piani,
- salto in lungo,
- getto del peso,
- salto in alto.

Nella seconda:
- 60 metri ostacoli,
- salto con l'asta,
- 1000 metri piani.